# سرداو
سرداو، روستایی از توابع بخش الوت شهرستان بانه در استان کردستان ایران است.

## جمعیت
این روستا در دهستان بله که قرار دارد و براساس سرشماری مرکز آمار ایران در سال ۱۳۸۵، جمعیت آن ۳۶۱ نفر (۷۰خانوار) بوده‌است.